# Symbolanthus condorensis
Symbolanthus condorensis är en gentianaväxtart som beskrevs av J.E.Molina och Struwe. Symbolanthus condorensis ingår i släktet Symbolanthus och familjen gentianaväxter. Inga underarter finns listade i Catalogue of Life.